# Khánh Thành, Yên Khánh
Khánh Thành là một xã thuộc huyện Yên Khánh, tỉnh Ninh Bình, Việt Nam.

## Địa lý
Xã Khánh Thành nằm ở cực đông và nam huyện Yên Khánh, nằm cách trung tâm thành phố Ninh Bình 22 km, có vị trí địa lý:
- Phía đông và phía nam giáp sông Đáy
- Phía tây giáp huyện Kim Sơn
- Phía bắc giáp các xã Khánh Thủy, Khánh Trung, Khánh Công.

Xã Khánh Thành có diện tích 7,83 km², dân số năm 2019 là 7.460 người, mật độ dân số đạt 953 người/km².
Đây là địa phương có dự án Đường cao tốc Ninh Bình - Hải Phòng - Quảng Ninh đi qua.

## Hành chính
Xã Khánh Thành có 21 thôn, xóm được chia thành 2 thôn: Ngoài Cờ, Tiên Hòa và 19 xóm: 1, 2, 3, 4, 5, 6, 7, 8, 9, 10, 11, 12, 13, 14, 15, 16, 17, 18, 19.

## Lịch sử
Ngày 27 tháng 4 năm 1977, Hội đồng chính phủ ban hành Quyết định 125-CP về việc sáp nhập xã Khánh Thành thuộc huyện Yên Khánh mới giải thể vào huyện Kim Sơn.
Ngày 4 tháng 7 năm 1994, Chính phủ ban hành Nghị định số 59-CP về việc chuyển xã Khánh Thành thuộc huyện Kim Sơn về huyện Yên Khánh mới tái lập quản lý.

## Kinh tế
Chợ Khánh Thành - Xóm 8 - Xã Khánh Thành là một trong 8 chợ ở Yên Khánh trong danh sách các chợ loại 1, 2, 3 ở Ninh Bình.

### Cảng đò 10
Theo Quyết định Số: 2179/ QĐ-UBND của tỉnh Ninh Bình ngày 17 tháng 9 năm 2007 V/v phê duyệt Quy hoạch giao thông đường thủy nội địa tỉnh Ninh Bình đến năm 2015 và định hướng phát triển đến năm 2030 thì Cảng Đò 10 có diện tích 2,5 ha nằm bên hữu sông Đáy, tại xã Khánh Thành, Yên Khánh.
Chức năng của cảng:
- Xếp dỡ hàng hoá tổng hợp, vật tư, nguyên liệu phục vụ nhu cầu phục vụ cho chế biến hàng nông sản xuất khẩu, xây dựng và lương thực.
- Dự kiến xây dựng các hạng mục công trình: Công trình bến cảng, kho bãi. Trang thiết bị xếp dỡ. Nâng cấp 7,0 km đường và hệ thống cầu cống trên tuyến từ Quy Hậu đến Đò Mười (đường ĐT481D) và đường Khánh Nhạc - Đò Mười dài 15,0 km (hiện là đường cấp VI) để đáp ứng nhu cầu vận chuyển. Văn phòng cảng…